# Михеева, Татьяна Ивановна
{{подст:к удалению}}Татьяна Ивановна Михе́ева — доктор технических наук, профессор кафедры организации и управления перевозками на транспорте и кафедры программных систем
Самарского национального исследовательского университета имени академика С. П. Королёва, генеральный директор группы компаний «ИнтелТранс».

## Биография
Татьяна Ивановна Михеева получила образование в Куйбышевском авиационном институте им. академика С. П. Королева (КуАИ).
Обучалась на факультете информатики с 1973 по 1979 года. В 1996 году получила степень кандидата технических наук.
В 1998 году присвоено звание доцента. В 2008 году Татьяна Ивановна Михеева стала доктором технических наук, а в 2018 году ей было присвоено звание профессора.
В 1993 году создала компанию ИнтелТранс.
C 2014 выпускает журнал «IT & Транспорт», в котором публикуются научные статьи на тему информационных технологий в сфере транспорта.

## ИТСГИС (ITSGIS)
Татьяна Ивановна Михеева является создателем интеллектуальной транспортной геоинформационной системы «ITSGIS».
ИТСГИС представляет собой интерактивную электронную карту. Данная система предназначена для работы с геообъектами транспортной инфраструктуры (дорогами, техническими средствами организации дорожного движения, строениями, маршрутами, мостами, светофорами, остановками общественного транспорта и т. д.)
ИТСГИС была зарегистрирована в официальном реестре программного обеспечения Российской Федерации на основании приказа Министерства цифрового развития, связи и массовых коммуникаций Российской Федерации от 23.12.2016 № 682.

## Научная деятельность
В 90-е одна из первых стала изучать работу интеллектуальных транспортных систем. Разработала основы теории, принципы построения и проектирования программных средств моделирования, анализа, управления объектами транспортной инфраструктуры на основе функциональной и информационной интеграции транспортной инфраструктуры урбанизированной территории. 
Ведущий специалист по внедрению интеллектуальных технологий на транспорте. 
Татьяна Ивановна Михеева является автором множества публикаций. На ее счету около 293 публикаций, среди них — 5 монографий, 211 статей. Имеет 11 авторских свидетельств, участвовала в работе 37 конференций, в том числе международных. 

##### Участие в конференциях в качестве члена организационного комитета
- Международная научно-техническая конференция «Перспективные информационные технологии» (2014-2022)[11][12]
- VIII Всероссийская научная конференция с Международным участием. Информационные технологии и системы. Ханты-Мансийск, 2020[13].

### Научные труды
- 1996 — Разработка методов и средств построения компьютерных обучающих систем на основе гипертекстовых моделей[14];
- 2004 — Моделирование движения в интеллектуальной транспортной системе[15];
- 2005 — Интеллектуальная транспортная система. Дислокация дорожных знаков[16];
- 2006 — Построение математических моделей объектов улично-дорожной сети города с использованием геоинформационных технологий[17];
- 2007 — Структурно-параметрический синтез систем управления дорожно-транспортной инфраструктурой[18];
- 2008 — Структурно-параметрический синтез систем управления дорожно-транспортной инфраструктурой[19];
- 2017 — Интеллектуальная транспортная геоинформационная система визуализации объектов транспортной инфраструктуры[20];
- 2018 — Системный анализ объектов транспортной инфраструктуры в геоинформационной среде[21];
- 2020 — Методология системного анализа формирования инфраструктуры интеллектуального управления транспортными процессами с научным обоснованием стратегических решений[22]
- 2021 — Анализ управления территориальными зонами на основе атрибутно-ориентированных геоинформационных моделей[23]
- 2022 — Системный анализ в интеллектуальной транспортной геоинформационной системе ITSGIS[24];
- И другие научные работы Татьяны Ивановны Михеевой.[25]

### Членство в академиях
- Академия телекоммуникаций и информатики, действительный член;
- Российская академия естествознания, член-корреспондент;
- Академия навигации и управления движением, действительный член[26].

### Членство в диссертационных советах
- Член диссертационного совета Д212.186.04 ФГБОУ ВПО «Пензенский государственный университет».
- Член диссертационного совета Д212.288.12 ФГБОУ ВО «Уфимский государственный авиационный технический университет».
- Член диссертационного совета Д218.011.02 ФГБОУ ВО «Самарский государственный университет путей сообщения»[27].

## Награды
- Почетное звание «Заслуженный деятель науки и образования[26]»;
- Награда "Орден ПЕТРА ВЕЛИКОГО «НЕБЫВАЕМОЕ БЫВАЕТЪ».
- Звание Соросовского доцента;
- нагрудный знак к 70-летию ГАИ-ГИБДД.